# Nina Lykke
Nina Lykke, född 1949 i Köpenhamn, Danmark, är en svensk professor i genusvetenskap vid Linköpings universitet.
Lykke erhöll sin masterexamen i litteraturvetenskap vid Köpenhamns universitet 1981, samt en doktorsgrad i genusvetenskap vid Odense universitet 1992. Mellan 1984 och 1999 var hon ordförande för centret för kvinnostudier - det första i sitt slag i Danmark - vid Syddansk Universitet. 1999 blev hon professor vid Linköpings universitet, där hon leder 'Tema Gender'. År 2016 utnämndes hon till hedersdoktor vid Karlstads universitet.
Lykkes forskning rör sig mestadels kring feministisk teori, intersektionalitet, och feministiska kulturstudier.